# Adair Cardoso - Ao Vivo
Adair Cardoso - Ao Vivo é o primeiro DVD ao vivo do cantor e compositor brasileiro Adair Cardoso, gravado no dia 19 de outubro de 2011 na cidade de Nova Serrana (MG). Conta com as participações especiais de Claudia Leitte e Arthur Danni.

## Divulgação
Para divulgar o DVD, Adair publicou quatro videos no YouTube das faixas "Enamorado" (com participação de Claudia Leitte), "Praia e Sol", "Tic Tac" e "Faculdade do Amor".

## Faixas
1. "Que se dane o mundo"
2. "Faculdade do amor"
3. "Chora coração"
4. "Flor e espinho"
5. "Sim ou não"
6. "Anjo do céu"
7. "Paga para ver"
8. "Te querer"
9. "Se eu fosse você"
10. "Mania de você"
11. "Tudo haver"
12. "Disco voador" (Part. Arthur Danni)
13. "Enamorado" (Part. Claudia Leitte)
14. "Tic Tac"
15. "E se quer amor"
16. "Praia e sol"